# Montcy-Notre-Dame
Montcy-Notre-Dame è un comune francese di 1 585 abitanti situato nel dipartimento delle Ardenne nella regione del Grand Est.

## Storia

### Simboli
Lo stemma è stato adottato nel 1986.

## Società

### Evoluzione demografica
Abitanti censiti